# راؤول توريس (لاعب كرة قدم)
راؤول توريس (بالإسبانية: Raúl Torres Claverías)‏ هو لاعب كرة قدم إسباني في مركز الدفاع، ولد في 26 أكتوبر 1977 في مدريد في إسبانيا. لعب مع أتلتيكو مدريد ب وبوليديبورتيفو إيخيذو وريال مورسيا ويونيون ديبورتيفا لوغرينييس.

## وصلات خارجية
- راؤول توريس على موقع قاعدة بيانات كرة القدم.إي يو (الإنجليزية)
- راؤول توريس على موقع Soccerway.com (الإنجليزية)